# Tarrants (Misuri)
Tarrants es una villa ubicada en el condado de Pike en el estado estadounidense de Misuri. En el Censo de 2010 tenía una población de 22 habitantes y una densidad poblacional de 197,54 personas por km².

## Geografía
Tarrants se encuentra ubicada en las coordenadas 39°21′27″N 91°11′1″O / 39.35750, -91.18361. Según la Oficina del Censo de los Estados Unidos, Tarrants tiene una superficie total de 0.11 km², de la cual 0.11 km² corresponden a tierra firme y (0%) 0 km² es agua.

## Demografía
Según el censo de 2010, había 22 personas residiendo en Tarrants. La densidad de población era de 197,54 hab./km². De los 22 habitantes, Tarrants estaba compuesto por el 100% blancos, el 0% eran afroamericanos, el 0% eran amerindios, el 0% eran asiáticos, el 0% eran isleños del Pacífico, el 0% eran de otras razas y el 0% pertenecían a dos o más razas. Del total de la población el 4.55% eran hispanos o latinos de cualquier raza.